# Víctor Púa
Víctor Haroldo Púa Sosa (Paso de los Toros, 31 de março de 1956) é um ex-futebolista uruguaio aposentado que atualmente é um treinador de futebol.

## Carreira
Ele treinou a seleção sub-20 do Uruguai, conquistando o vice-campeonato no Mundial Sub-20 da FIFA .

### Seleção uruguaia
Foi convidado a treinar a seleção uruguaia na Copa América de 1999, que foi vice-campeã. Em 2001 foi escolhido para substituir Daniel Passarella, classificando a seleção para a Copa do Mundo de 2002 depois de terminar em 5º na zona sul-americana e ganhar um playoff contra a Austrália. Uruguai foi sorteado para jogar no grupo 1 ao lado da atual campeã do mundo na época a França, a Dinamarca e a eventual revelação do torneio o Senegal. Depois de uma derrota para a Dinamarca e um 0-0 com a França, o Uruguai teve que bater o Senegal para passar de fase. Apesar de voltar de um 0-3 no intervalo, Morales, Forlán e Recoba empataram a partida, mas não adiantou, pois o Uruguai estava eliminado.
Em 2004 treinou o time argentino do Rosario Central mas foi demitido depois de só 2 partidas, por causa da posição da equipe e uma derrota para o Newell's Old Boys no clássico local. e 2009, no comando do Peñarol

## Títulos
Uruguai
- Copa América de 1999: 2º Lugar